# Igreja da Boa Morte em 1860
Igreja da Boa Morte em 1860 é uma pintura de Henrique Manzo. A obra, produzida com tinta a óleo, é do gênero pintura histórica e está localizada no Museu Paulista. A obra foi produzida com tinta a óleo. Suas medidas são: 65 centímetros de altura e 81,5 centímetros de largura. Representa a Igreja da Boa Morte, em São Paulo.
A obra de Manzo foi uma encomenda do diretor do Museu Paulista, Afonso d'Escragnolle Taunay, no projeto de criação de um acervo para reconstituir São Paulo em meados do século XIX, projeto do qual fazem parte produções como a maquete São Paulo em 1841, de Henrique Bakkenist, e os quadros Paço Municipal, Fórum e Cadeia de São Paulo, 1862, de Benedito Calixto, e Piques, 1860, do próprio Manzo.
Na obra, figura um tropeiro, que assume centralidade no quadro. O plano do quadro, que não oferece um panorama da cidade, reforça uma integração entre cidade e campo. Esse elemento faz parte de componentes da tentativa de significação da cidade de São Paulo no acervo do Museu Paulista, em especial a ideia de representar uma transição pacífica e equilibrada entre vida rural e modernismo urbano.
Os beirais nas casas, maiores do que deveriam na realidade, realçam os elementos coloniais nas construções.